# One Piece
One Piece (ワンピース Wan Pīsu?) (estilizado en mayúsculas) es un manga escrito e ilustrado por Eiichirō Oda. Comenzó a publicarse en la revista Japonesa Weekly Shōnen Jump el 22 de julio de 1997 y a la fecha se han publicado 112 volúmenes. La obra narra las aventuras de Monkey D. Luffy y su tripulación, los Piratas de Sombrero de Paja, recorriendo el mar para encontrar el legendario tesoro "One Piece" y así convertirse en el Rey de los Piratas. 
One Piece es el manga más vendido de la revista Weekly Shōnen Jump (la más importante, reconocida y vendida del medio), de la Editorial Shueisha, y de toda la historia de Japón, con más de 516 millones de copias vendidas a nivel mundial (416 millones en Japón, y 100 millones en 60 países juntos), y en Japón fue el manga más vendido de manera consecutiva desde el año 2007 hasta 2018 logrando un récord histórico. Es el manga que más ganancias ha reportado a su autor, ostentando el Récord Guinness como el manga con mayor cantidad de copias publicadas de la misma obra de cómic realizado por un único autor en todo el mundo. En la encuesta realizada por la cadena de televisión japonesa TV Asahi para elegir los 100 Mejores mangas de la historia, One Piece alcanzó el puesto número 1.
El manga generó una franquicia de One Piece, la cual cuenta con una adaptación de anime, múltiples especiales de televisión, OVAs, películas de animación, videojuegos, obras de teatro, novelas ligeras, varios mangas spin-offs, y una adaptación de imagen real.

## Argumento

### El mar de la supervivencia: Saga de los Supernovas
Saga del East Blue
La serie comienza con la ejecución de Gol D. Roger, un hombre conocido como «El Rey de los Piratas» (海賊王 Kaizoku-Ō?), quien justo antes de su muerte, hace mención de su gran tesoro legendario, el One Piece (ワンピース Wan Pīsu?), y que puede ser tomado por quien lo encuentre. Esto marca el inicio de una era conocida como la Gran Era Pirata (大海賊時代 Daikaizokujidai?). Como resultado, un sinnúmero de piratas zarparon hacia Grand Line, el mar donde se encuentra dicho tesoro, con el objetivo de encontrarlo. Más de veinte años después de la muerte de Roger, el One Piece sigue sin ser encontrado. Un joven llamado Monkey D. Luffy, quien comió la Fruta Goma Goma, la cual le otorgó elasticidad, inspirado por la admiración de su sombrero de paja que desde su infancia le tiene al pirata legendario Shanks, comienza su aventura desde su hogar en el mar East Blue para encontrar el One Piece y autoproclamarse como el nuevo Rey de los Piratas. Con el fin de crear y convertirse en el capitán de una tripulación propia reclutando varios miembros para superar a la de Shanks, recluta durante su viaje en el East Blue a Roronoa Zoro, un infame espadachín y ex-cazarrecompensas, Nami, una navegante estafadora, Usopp, un francotirador mentiroso, y Sanji, un cocinero enamoradizo, además de conseguir un barco llamado el Going Merry. Tras viajar por varias islas en las que se enfrenta a varios enemigos, la tripulación llega a la entrada de Grand Line.
Saga de Arabasta
Después de llegar finalmente a la Grand Line, el grupo conoce en la entrada a Crocus, el guardián del faro y cuidador de Laboon, una gigantesca ballena. Él les da información para navegar por el mar y sobre Laugh Tale, la última isla donde Roger dejó el One Piece. También conocen a Nefertari Vivi, una princesa que desea salvar a su país, el Reino de Arabasta, de manos de una peligrosa organización criminal llamada Baroque Works, viajando ella y su pato mascota Karoo con la tripulación durante un tiempo. Durante su trayecto hacia Arabasta, los piratas pasan por Little Garden, una isla donde entablan amistad con dos gigantes Dorry y Brogy del lugar, y la Isla de Drum, una isla invernal donde invitan a un reno antropomórfico y médico llamado Tony Tony Chopper a unirse a la tripulación. Una vez que la tripulación llega hasta de Arabasta, comienzan una serie de batallas contra la organización Baroque Works y su líder, el Guerrero del Mar Sir Crocodile. Tras derrotarles y liberar al reino, la tripulación se despide de Vivi. Inmediatamente después, Nico Robin, una arqueóloga que antes pertenecía a Baroque Works como vicepresidenta, se une a la tripulación.
Saga de Skypiea
Poco después, queriendo buscar una ruta a la legendaria "Isla del Cielo", llegan a Jaya, una isla, donde conocen Marshal D. Teach, alias «Barbanegra», quien también aspira a convertirse en el Rey de los Piratas. La tripulación viaja hasta una isla del cielo llamada Skypiea, donde sin querer, se unen a una guerra incipiente entre dos tribus habitantes de dicho lugar, lo que los lleva a enfrentarse al líder de la isla, Enel, quien posee el poder de crear relámpagos y electricidad. Luffy logra derrotarlo y, con ello, terminar la guerra. También al abandonar la isla obtienen gran cantidad de oro, el cual deciden usarlo para reparar el Going Merry, y de paso encontrar un carpintero para arreglar futuros daños en el barco.
Saga de Water Seven
Tras un encuentro con los Piratas de Foxy, quienes les retan a una serie de juegos pirata, la tripulación llega a Water 7, donde los carpinteros del lugar les informan que el Going Merry está demasiado dañado y no es posible repararlo, lo que causa que Usopp renuncie a seguir en la tripulación. Después tienen un encuentro con un cíborg llamado Franky, el líder de la Familia Franky, así como el pupilo de Tom, quien construyó el barco del Rey de los Piratas. El CP9, una agencia de inteligencia del Gobierno Mundial, captura a Robin y a Franky, por lo que sus amigos van en su rescate a Enies Lobby, la Isla Judicial. Tras una lucha contra los agentes del CP9, la tripulación logra rescatar a Robin. De vuelta en Water 7, los Piratas del Sombrero de Paja, Franky construye una nueva embarcación llamada el Thousand Sunny, con el fin de reemplazar al perdido Going Merry, y con ello él se une a la tripulación como su carpintero. Tras ello, Usopp pide disculpas a sus compañeros por marcharse, volviendo de nuevo a reconciliarse con ellos.
Saga de Thriller Bark
Navegando en su nuevo barco, los Piratas de Sombrero de Paja se encuentran con un barco fantasma, donde conocen a Brook, un músico esquelético que fue revivido con una fruta del diablo, y además, a quien Gecko Moria, otro miembro de los Siete Guerreros del Mar y capitán del gigantesco barco pirata Thriller Bark, le robó su sombra. Una vez que los piratas derrotan a Moria, Brook se une a la tripulación como su músico.
Saga de Marine Ford
Después de llegar al Archipiélago Sabaody, la tripulación se prepara para ingresar al Nuevo Mundo, la segunda mitad del Grand Line. Ahí, se hacen amigos de Silvers Rayleigh, el antiguo primer oficial de la tripulación de los Piratas de Roger, y le piden que recubra su barco para que puedan atravesar la Red Line por medio del subsuelo oceánico. Pero tras verse involucrados en una revuelta causada por un Noble Mundial, llega al lugar uno de los Siete Guerreros del Mar, Bartholomew Kuma, quien los separa enviándolos a diferentes lugares mediante sus poderes.
Luffy llega a una isla afrodisíaca llamada Amazon Lily, donde únicamente la habitan mujeres, y gobernada por Boa Hancock, una de los Siete Guerreros del Mar, la cual acaba enamorandose de él. Una vez que el muchacho se entera de que su hermano adoptivo, Portgas D. Ace, se encuentra prisionero en Impel Down, Luffy emprende un viaje para liberarlo. Luffy logra soltar a otros prisioneros, como al hombre-pez y miembro de los Guerreros del Mar Jinbe, a quien encerraron tras negarse a colaborar con el Gobierno. Sin embargo, descubre que su hermano ya ha sido llevado a Marineford para ser ejecutado. Allí, una guerra estalla entre las fuerzas de la Marina y la tripulación del renombrado Edward Newgate, alias «Barbablanca». Al clímax de la batalla, Ace y Barbablanca son asesinados. Luffy lamenta la pérdida de Ace y se quiebra emocionalmente, al igual que la pérdida que vivió de pequeño con su otro hermano adoptivo, Sabo. Con la ayuda de Jinbe y a petición de Rayleigh, Luffy decide enviar a sus amigos el mensaje de esperar dos años hasta volver a encontrarse, pasando todos ellos por un intenso régimen de entrenamiento.

### El último mar: Saga del Nuevo Mundo
Saga de la Isla de los Hombres-Pez
Dos años después, la tripulación se reagrupa en el Archipiélago Sabaody, fijando como destino la Isla de los Hombres-Pez y después penetrar en el Nuevo Mundo. En ese momento, un grupo sectario de hombres-pez, conocidos como los Nuevos Piratas Hombres-Pez, causa un golpe de Estado para decidir el futuro de la isla. Sin embargo, los Piratas de Sombrero de Paja derrotan a los Nuevos Piratas Hombres-Pez, salvando indirectamente a dicho territorio. Los protagonistas dejan el lugar y arriban al Nuevo Mundo.
Saga de Dressrosa
Llegando a la isla de Punk Hazard, el grupo se encuentra con un viejo conocido y recién nombrado Guerrero del Mar, Trafalgar Law, con quien pactan una alianza para derrocar a Kaidou, otro de los Cuatro Emperadores. La alianza se ve rápidamente entrometida en una batalla contra el científico Caesar Clown, el responsable de la destrucción parcial de Punk Hazard dos años atrás. Después de ser derrotado, la alianza se moviliza hacia Dressrosa, un reino dominado por el Guerrero del Mar Donquixote Doflamingo, quién secretamente controla un mercado negro de frutas del diablo artificiales, conocidas como SMILE. Una vez ahí, Luffy se inscribe en una competición cuyo premio es la Fruta Fuego Fuego, cuyo poder pertenecía a su fallecido hermano Ace; su otro hermano adoptivo, Sabo, aparece con vida ante la sorpresa de Luffy para conseguirla en su lugar. Mientras, Luffy se prepara para luchar contra Doflamingo, posteriormetne comenzando una lucha entre los Sombrero de Paja y varios aliados contra los Piratas Donquixote. Después de que el Guerrero del Mar fuera derrotado, los Piratas de Sombrero de Paja se dirigen a Zou, donde se encontraba la mitad de la tripulación, pues su aliado Kin'emon les dijo que deben encontrarse ahí con su amigo Raizo.
Saga de Whole Cake Island
Una vez que el grupo se reagrupa sobre un elefante arcano, con una isla en la espalda conocida como Zou, que es dónde se encuentra Raizo y lo habitan seres antropomórficos capaces de hablar llamados mink; allí descubren que Sanji ha desaparecido. Los Piratas de Sombrero de Paja, junto con los Piratas Heart, los samuráis del Clan Kozuki, y la tribu mink, forman una alianza para combatir juntos a Kaido en el País de Wano. Pero antes de viajar allí, la tripulación vuelve a separarse, viajando Luffy a rescatar a Sanji, cuya familia, los gobernantes del Reino Germa, le amenazan con ir al East Blue y acabar con su mentor Zeff si no se casa con Pudding, la hija de Big Mom. El grupo de rescate de Luffy, junto con Jinbe, quien ha aparecido para unirse a ellos, los Piratas Fire Tank al servicio de Big Mom, y Caesar Clown, forman una alianza temporal para acabar con Big Mom durante la ceremonia. Aunque finalmente el plan no ocurre según lo esperado, Luffy y los demás consiguen detener la boda y huir del lugar. Mientras los demás se escapan en el Sunny, Luffy combate contra Katakuri, uno de los hijos de Big Mom, y Sanji trata de cocinar un pastel que distraiga a Big Mom. Tras ello, Luffy y los demás huyen mientras la familia de Sanji y los Piratas del Sol combaten contra la flota de Big Mom, separándose Jinbe de ellos prometiendo juntarse de nuevo en Wano.
Saga de Wano
Comienza a celebrarse el Levely, donde gobernantes de reinos de todas las partes del mundo se reúnen para debatir los temas de la actualidad, entre ellos viejos amigos y enemigos de los Sombrero de Paja. Por su parte, Luffy y sus compañeros llegan a Wano, donde Kin'emon revela que él y sus amigos samuráis son viajeros en el tiempo que fueron transportados veinte años en el futuro con el objetivo de derrotar a Kaidou en ese momento. Tras encontrarse con Kaidou, Luffy se enfrenta a él, pero termina derrotado y es llevado a una prisión de mineros. Tiempo después, una vez que Luffy es liberado de la prisión y la alianza se prepara para viajar a la base de Kaidou en Onigashima, donde este ha formado una alianza con Big Mom, quien viajó a Wano para vengarse de Luffy. Antes de la batalla, los samuráis recuerdan el pasado de Kozuki Oden, de cómo viajó junto con Barbablanca y posteriormente con Roger, y su regreso a Wano cuando ya era Gobernada por Orochi y Kaidou. Tras viajar a Onigashima, donde Jinbe se reúne con la tripulación, la alianza de los protagonistas comienza una emboscada en el lugar, comenzando a enfrentarse a los Piratas de las Bestias. Durante su enfrentamiento contra Kaidou, Luffy despierta el máximo poder de su fruta que era realmente la Fruta Humano Humano: Modelo Nika, y finalmente logra derrotarlo, así como sus compañeros Sanji y Zoro que despiertan también nuevas habilidades con las que derrotan a King y a Queen, los comandantes de Kaidou. Tras esta victoria, el país de Wano es finalmente libre, y Luffy pasa a ser considerado uno de los Cuatro Emperadores.
Saga Final
Los Piratas de Sombrero de Paja llegan a la futurista isla Egghead, donde reside el supergenio de la Marina, el Dr. Vegapunk. Mientras tanto, el Gobierno Mundial, habiendo sido informado por la investigación de Vegapunk sobre el Siglo del Vacío, decidió asesinar a Vegapunk, enviando un equipo del CP0 para ello. Tras la llegada de los Cinco Ancianos a la isla, y un enfrentamiento con ellos, en el cual Vegapunk termina siendo asesinado, y con ello activando un vídeo en el que Vegapunk rebela que el mundo se está hundiendo, los Piratas de Sombrero de Paja reciben una ayuda de los gigantes Dorry y Brogy, quienes junto a su tripulación posteriormente guían a los protagonistas hasta su isla, Elbaph.

## Personajes principales
Los personajes principales de la serie son los miembros de la tripulación de los Piratas de Sombrero de Paja:
- Monkey D. Luffy: Es el protagonista principal de la serie y capitán de la tripulación. Es capaz de estirarse como la goma gracias a los poderes adquiridos tras ingerir una Fruta del Diablo. Sueña con convertirse en el Rey de los Piratas encontrando el One Piece.
- Roronoa Zoro: Combatiente de la tripulación. Es un espadachín experto que lucha usando tres espadas. Sueña con convertirse en el mejor espadachín del mundo. También se caracteriza por tener un mal sentido de la orientación y discutir a menudo con su rival Sanji.
- Nami: Navegante de la tripulación. Es experta en mapas y el clima, y adora el dinero. Sueña con dibujar el mayor mapa del mundo. También se irrita muy fácilmente cuando sus compañeros no se toman las cosas en serio.
- Usopp: Francotirador de la tripulación. Suele mostrarse cobarde y es un mentiroso compulsivo. Sueña con convertirse en un valiente guerrero del mar, y desde que supo sobre Elbaph, hogar de los más bravos guerreros, deseaba ir ahí.
- Sanji: Cocinero de la tripulación. También es un gran luchador. Es muy enamoradizo, y trata de forma especial a las chicas de la tripulación, aunque es así con todas las mujeres bellas que se encuentra. Sueña con encontrar el legendario mar All Blue. Suele discutir a menudo con su rival Zoro.
- Tony Tony Chopper: Médico de la tripulación. Un reno capaz de caminar y hablar como los humanos gracias a los poderes adquiridos tras ingerir una Fruta del Diablo. Sueña con ser un médico capaz de curar cualquier enfermedad.
- Nico Robin: Arqueóloga de la tripulación. La única persona en el mundo capaz de leer los Poneglyph, y sueña con descubrir la historia del Siglo Vacío al leerlos. Puede crear nuevas partes de su cuerpo gracias a los poderes adquiridos tras ingerir una Fruta del Diablo.
- Franky: Carpintero de la tripulación. Es un cíborg con grandes conocimientos en tecnología. Sueña con construir un barco capaz de navegar por todo el océano, construyendo para ello el segundo barco de la tripulación, el Thousand Sunny.
- Brook: Músico de la tripulación. Un esqueleto viviente al que le gusta bromear. Revivió gracias a los poderes de una Fruta del Diablo que ingirió cuando aun estaba con vida. También es un habilidoso espadachín. Sueña con reencontrarse con Laboon, una ballena de la que él y su anterior tripulación fueron amigos.
- Jinbe: Timonel de la tripulación. Un hombre-pez que pertenecía al grupo de los Siete Guerreros del Mar. Sueña con un mundo de igualdad entre los hombres-pez y los humanos.

## Aspectos de la serie

Escudo del Gobierno Mundial.

La historia de One Piece narra las aventuras de una tripulación de piratas que se embarcan para encontrar un tesoro denominado el One Piece. Si bien la mayoría de los personajes son navegantes, estos se distinguen de la Marina, que es una organización encargada de controlar y mantener apaciguados a los piratas que causan estragos en islas, pueblos y ciudades neutrales; sin embargo, en la serie se muestra que el Gobierno Mundial, la organización que administra a la Marina, se encuentra bajo la corrupción y la manipulación. Asimismo, la serie incluye a diversos personajes que poseen diferentes habilidades y poderes. El mundo de One Piece está habitado por seres humanos y diversos tipos de razas exóticas como los hombres-pez (魚人 Gyojin?, "Tritones" en la versión española del anime) —humanoides híbridos que tienen apariencia de pez—, sirenas, gigantes, enanos, los mink (ミンク Minku?) —animales con pelaje antropomórficos—, los brazos largos, o los piernas largas, además de abundantes variedades de animales ficticios. Parte de los personajes que aparecen están basados en célebres piratas y figuras históricas de la vida real, así como en personajes de otras obras de ficción.
La moneda usada en el mundo de la serie es llamada "belly" (ベリー Berī?), o "bellis" en plural (en algunas traducciones del manga siendo llamados "berris"; y referidos como "doblones" en la versión española del anime), cuyo símbolo es una B mayúscula cruzada ().

### Escenario principal

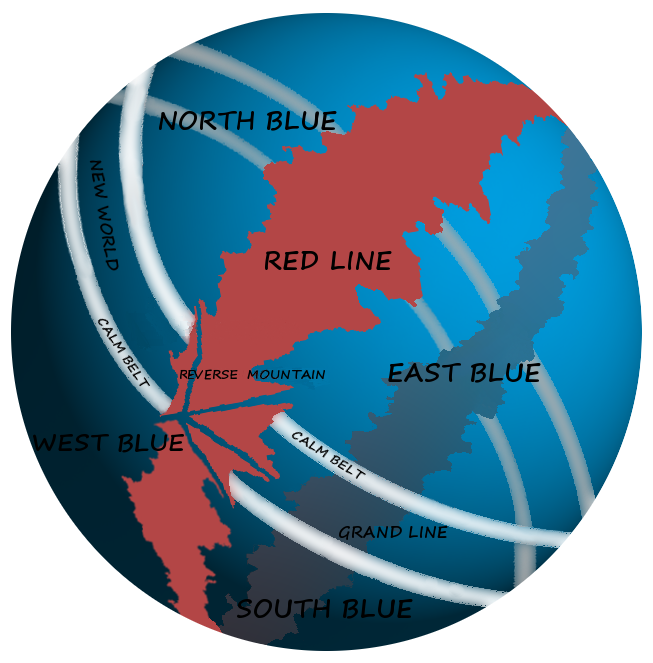
Aspecto general del mundo de One Piece.

Geográficamente, el mundo de One Piece está cubierto por dos vastos océanos que están divididos por una conglomeración masiva de montañas, que reciben el nombre de la Red Line (赤い土の大陸（レッドライン） Reddo Rain?). Asimismo, la Grand Line (グランドライン(偉大なる航路) Gurando Rain?), es un océano que fluye perpendicular a la Red Line, lo que permite que el mundo esté dividido en cuatro secciones principales: el East Blue (イーストブルー(東の海) Īsuto Burū?), el North Blue (ノースブルー(北の海) Nōsu Burū?), el West Blue (ウェストブルー(西の海) Uesuto Burū?) y el South Blue (サウスブルー(南の海) Sausu Burū?).
Unos cuerpos de agua gigantes denominados como los Calm Belts (凪の帯（カームベルト） kāmu beruto?), circulan de manera paralela a la Grand Line, algo similar a lo que ocurre con las latitudes del caballo; la razón por la que se llaman así, es porque no presentan ningún fenómeno meteorológico, tal como viento o lluvia haciendo casi imposible transitarlos y por ende, llegar a Grand Line a través de ellos, debido principalmente a que en sus aguas viven de manera natural unos monstruos gigantescos llamados «reyes marinos» (海王類 kaiōrui?). Sin embargo, los únicos barcos capaces de pasar por ellos son los de la Marina, pues están recubiertos de un material especial que consiste en piedras del fondo marino (海楼石 kairōseki?), un mineral especial que emite la misma energía que el mar, lo que les permite encubrir su presencia, permitiendo que los reyes marinos los ignoren por completo., Sin embargo, la vía más utilizada para llegar al Grand Line es mediante un sistema de canales que conecta los cuatro mares, cuyo caudal converge en la punta de la Reverse Mountain (リヴァース・マウンテン Rivāsu Maunten?), confluyendo en un quinto canal, desembocando en la primera mitad de la Grand Line. Esto se debe a que la montaña en cuestión se localiza en una de las dos intersecciones entre la Grand Line y la Red Line. La primera mitad de Grand Line es conocida como «Paradise» (楽園 Paradaisu?, «Paraíso»), debido a que se considera menos peligrosa que la otra mitad, que se encuentra después de la segunda intersección, conocida por el nombre del «Nuevo Mundo» (新世界 Shin Sekai?).
Las corrientes y el clima de la Grand Line por lo general son extremadamente impredecibles, aunque las islas que la circundan igualmente tienen influencia en el clima de la zona. Los campos magnéticos de la Grand Line causan que las brújulas convencionales no funcionen, por lo que la navegación resulta ser más complicada de lo normal; en su lugar, se debe utilizar una brújula especial llamada Log Pose (ログポース Rogu Pōsu?). El Log Pose funciona de la siguiente manera: este localiza un punto magnético de alguna isla, y una vez en ella, guarda e indica la señal magnética de la siguiente isla más próxima en un lapso de tiempo variable. Este mecanismo puede ser ignorado si se posee un Eternal Pose (エターナルポース Etānaru Pōsu?), una variación del Log Pose que indica de manera permanente la localización de una isla específica sin ninguna variación. Muchos lugares de la serie se inspiran en lugares reales o de otras obras de ficción.

### Elementos argumentales

#### Tecnología
Diversos instrumentos dentro del universo de One Piece son una mezcla entre objetos reales y dispositivos propios de la ciencia ficción, como pueden ser los Den Den Mushi (電伝虫?  lit. «transferencia eléctrica a través de insectos»), unos animales parecidos a caracoles que están conectados a unas máquinas eléctricas y que funcionan como teléfonos, videocámaras de vigilancia, máquinas de fax, proyectores de imágenes, y otros artilugios semejantes.
Los Diales (貝?) son un tipo de conchas que provienen de una especie animal que vive en las Islas del Cielo, y son capaces de almacenar la energía cinética, el viento, sonido, imágenes, calor, y similares, siendo utilizadas de maneras muy diversas, como cocinar, propulsar vehículos, o siendo usadas como armamento en las luchas.

#### Frutas del Diablo
Las Frutas del Diablo (悪魔の実 «Akuma no Mi»?) (también conocidas como «Frutas Demoníacas» en algunas traducciones, o «Nueces de Belcebú» en la versión española del anime) son un tipo de frutas que, si se ingieren, conceden habilidades sobrehumanas a quien las consuma, aunque también vienen con el desastroso inconveniente de no volver nadar nunca más, especialmente al contacto con el agua salada del océano, debido a que esta última los debilita y los hará hundirse de forma instantánea. Existen tres tipos:
- Paramecia (超人系?): Brinda poderes sobrehumanos a quien haya consumido. Estos poderes tienen que ver con el cuerpo físico, manipular el medio ambiente o producir algún tipo de sustancia y resulta ser la más común de las tres.[50]
- Zoan (動物系?): Permite a su usuario transformarse, ya sea parcial o totalmente en un animal específico; si bien estos pueden ser animales comunes, también existen usuarios que pueden mutar en criaturas mitológicas como el fénix o en animales prehistóricos como dinosaurios.[50]
- Logia (自然系?): Otorga al usuario habilidades «capaces de transformar su cuerpo en el elemento al que la fruta representa», haciéndolo inmune a ataques físicos, es el tipo de fruta más poderosa entre las tres, pero este tipo de fruta puede ser contrarrestada por usuarios de haki de armadura.[50]

Dentro de la historia, los personajes consideran estas frutas las encarnaciones mismas del Demonio del Mar y que, por ende, los usuarios de las Frutas son incapaces de nadar o de permanecer un tiempo prolongado en el agua de mar, puesto que «el océano los odia». El kairōseki tiene el mismo efecto. Cuando un usuario está parcialmente sumergido en agua marina, esta anula todo su poder y coordinación, aunque en ciertos casos la habilidad aún se mantiene activa, como en el caso de Luffy, que es capaz de estirarse a pesar de estar totalmente bajo el agua. Sin embargo, el agua dulce no tiene igual efecto, como el caso del agua de la lluvia o los ríos. Cuando una persona con el poder de la Fruta del Diablo muere, sus poderes se reencarnan de nuevo en otra Fruta del Diablo igual a la original, renaciendo de nuevo en cualquier fruta normal que se encuentre lo más cercano al lugar de la muerte del usuario en cuestión. Asimismo, los usuarios de las Frutas del Diablo pueden acceder a un nivel «despertado» de su poder, en donde, este, puede transformar cualquier objeto que esté a su alrededor a excepción de su propio cuerpo.
Ninguna persona puede consumir más de una Fruta del Diablo. Siendo la única excepción Marshall D. Teach por razones desconocidas.
Las mitologías de las Frutas pueden variar según los diferentes lugares, como ejemplo está la leyenda que comenta Jabra de que las personas no pueden consumir dos Frutas debido a que en su interior guardan un demonio que lucharía contra el otro por el dominio del cuerpo y con lo cual matarían al consumidor, o el caso de Skypiea, donde al vivir ajenos al mundo bajo las Islas del Cielo el poder de la Fruta de Enel se consideraba un "poder divino", o el caso del País de Wano, donde debido a los pocos conocimientos del mundo exterior denominan los poderes de las Frutas como "brujería".
Los miembros de los Piratas de las Bestias son consumidores de unas frutas llamadas SMILE (スマイル?), un tipo de Frutas Zoan artificiales creadas por Caesar Clown, las cuales convierten solamente algunas partes de su cuerpo en las de un animal de forma permanente, pudiendo tener el efecto de tener alas de murciélago en el trasero, o la cabeza de un león en la cintura, teniendo también los consumidores la desventaja de ser debilitados por el agua del mar al igual que ocurre con las Frutas naturales. Su nombre, SMILE ("sonrisa"), se debe a que las frutas defectuosas hacen que quien las consuman no obtengan ningún poder, pero tengan el efecto secundario de estar sonriendo constantemente, además de aun así tener también la desventaja de ser debilitados por el agua marina.

#### Poneglyph
Los Poneglyphs (歴史の本文 Pōnegurifu?) (también traducidos al español como "Foneglifos") son bloques de roca indestructibles dispersos por Grand Line y escritos en una lengua extinta que cuentan una parte de los acontecimientos transcurridos durante el Siglo Vacío. El conjunto de todos estos acontecimientos se conoce como la verdadera historia. Fueron esculpidos hace 800 años en el País de Wano por un clan de maestros canteros, la Familia Kozuki. Entre la información que aportan los Poneglyphs se incluye la mención de las tres Armas Ancestrales: Pluton, Poseidon y Urano. También existen algunos Poneglyphs que sólo sirven para averiguar la localización de otros Poneglyphs que sí que cuentan parte de la verdadera historia.
Debido al contenido de estos Poneglyphs, el Gobierno Mundial ha decretado un crimen intentar estudiarlos, excusando el hecho de querer revivir las Armas Ancestrales que podrían destruir el mundo. Por ello, muchos eruditos fueron encarcelados y asesinados para evitar la propagación de la información contenida en estas rocas. Ohara poseía la mayor cantidad de eruditos capaces de leer estas runas, debido a esto fueron eliminados, incluyendo sus demás habitantes para evitar gente infiltrada entre ellos, además de destruir la isla por completo. Actualmente solo Nico Robin puede ser capaz de leer el contenido de estos, por ello, inicialmente le fue impuesta una recompensa de 79 millones por su cabeza. En la actualidad, ella sigue siendo perseguida por el Gobierno Mundial, e intentando descubrir la historia ocurrida durante el Siglo Vacío.
Aunque casi todos los Poneglyphs son negros, cuatro de ellos son rojos, los cuales indican la localización de Laugh Tale, isla donde se encuentra el One Piece. En el pasado, logrando los Piratas de Roger llegar hasta allí gracias a Kozuki Oden, puesto que en su familia aprendieron a leerlos generación tras generación, y en la actualidad teniendo los Piratas de Sombrero de Paja esta ventaja gracias a Robin.

#### Haki
La habilidad llamada «Haki» (覇気?  lit. «ambición») es una fuerza misteriosa y latente que se encuentra en todos los seres vivos del mundo de One Piece, aunque en la mayoría de ellos se encuentra en un estado de reposo. Sin embargo, una desventaja latente del Haki es que si se llega a utilizar de manera frecuente, este dejará de funcionar por un cierto período de tiempo. Existen tres variedades principales del Haki:
- Kenbunshoku no Haki (見聞色の覇気?  lit. «Ambición con Características de Observación»): Este tipo permite dar un instinto oculto o percibir la presencia de otros seres y también prever cuáles serán sus movimientos.[53]
- Busōshoku no Haki (武装色の覇気?  lit. «Ambición con Características de Armadura»): Este tipo permite crear una especie de armadura corporal que otorga protección, además de permitir golpear a cualquier usuario de una Fruta del Diablo que modifica las propiedades de su cuerpo, por ejemplo ser capaz de dañar a un hombre cuyo cuerpo normalmente es etéreo e invulnerable a los ataques físicos comunes.[53]
- Haōshoku no Haki (覇王色の覇気?  lit. «Ambición con Características de Conquistador»): El tipo único de Haki que no puede ser entrenado, sino que quien lo posea debió haber nacido con él. Le permite a su usuario intimidar aquellos seres que tengan una fuerza de voluntad débil, dejando inconscientes a cualquier individuo que esté cerca de quien lo posea. Se ha confirmado que el Haki aumenta a medida que aumenta la voluntad del usuario, también puede interaccionar con el entorno (dañando el espacio cercano).[53]

## Producción
One Piece comenzó como dos historias one-shot tituladas Romance Dawn, cuyo nombre sería usado más tarde como título del primer capítulo y volumen. En ambas aparecía el personaje de Luffy e incluían elementos que posteriormente se incluirían en la serie principal. La primera de estas historias cortas fue publicada en agosto de 1996 en un número especial de la Shōnen Jump y después en el libro de datos One Piece Red. La segunda se publicó en el número 41 de la Shōnen Jump en 1996, y reimpresa en 1998 en la colección de historias cortas Wanted!. Este tomo fue publicado en España por la editorial Planeta DeAgostini.
Oda planeó inicialmente que One Piece durara cinco años, incluyendo los detalles del final de la historia, pero descubrió que disfrutaba con la historia demasiado como para darle término en ese plazo y actualmente no tiene idea de cuánto le llevará acabarla. Sin embargo, el autor afirmó en julio de 2007 que el final sería el mismo que había planeado desde el principio y que estaba decidido a llevarlo a cabo hasta su final sin importar cuántos años le llevara.

## Obra y adaptaciones

### Manga
Escrita e ilustrada por Eiichirō Oda, One Piece se serializa en la revista antológica de manga Weekly Shōnen Jump desde el 22 de julio desde 1997, en la edición #37 de dicho año. Los capítulos se compilan en volúmenes llamados tankōbon publicados por Shueisha desde el 24 de diciembre de 1997. En total, hasta el momento hay 1153 capítulos de manga y 112 volúmenes en tankōbon. Con motivo de la décima película de One Piece, se publicó el tankōbon #0 junto con un capítulo introductorio hecho por Oda para publicitar la película.
En Japón, la Editorial Shueisha encargada de publicarlo semanalmente en la revista Weekly Shōnen Jump, también se encarga actualmente de la publicación del manga en formato de tankōbon. El manga fue publicado por LARP Editores en Argentina, más tarde pasando a manos de Editorial Ivrea. En España principalmente la publicación estaba en manos de Planeta DeAgostini,más tarde pasando a la división Planeta Cómic a manos de Editorial Planeta, encargada actualmente de su publicación. En México fue publicado por Editorial Toukan, más tarde pasando a manos de Editorial Panini. En otras regiones, el manga está licenciado en Estados Unidos al inglés por Viz Media, en Francia al francés por Glénat Editions, en Italia al italiano por Edizioni Star Comics, y en Alemania al alemán por Carlsen Verlag.

#### Omakes
Historias cortas en formato Chibi cómicos de las cuales solo las primeras 5 han sido animadas:
- Omake 1: CHOPPER MAN
- Omake 2: REPORT TIME
- Omake 3: OBAHAN TIME
- Omake 4: JINGI-NAI TIME
- Omake 5: MONSTER TIME
- Omake 6: BLUE DATA BOOK 4 KOMA
- Omake 7: SPACE TIME
- Omake 8: SANNEN SEA GUMI AKAGAMI TIME
- Omake 9: MARCHEN TIME
- Omake 10: ED SULLIVAN SHOW

#### Spin-offsycrossovers
Oda trabajó con Akira Toriyama para crear una historia de un solo capítulo, un crossover de One Piece y Dragon Ball. Titulado como Cross Epoch, la historia se publicó el 25 de diciembre de 2006 en la revista Weekly Shōnen Jump en Japón.
Después, Oda colaboró con Mitsutoshi Shimabukuro, autor de Toriko, para otro crossover de un solo capítulo llamado El Sabor de la Fruta del Diablo (実食! 悪魔の実!! Jitsushoku! Akuma no Mi!!?, lit. «¡Comida verdadera! ¡La Fruta del Diablo!»), la cual se publicó el 4 de abril de 2011 en Weekly Shōnen Jump.
Un spin-off de la serie llamada One Piece Party (ワンピースパーティー Wan Pīsu Pātī?), escrita por Ei Andō en el estilo artístico chibi, comenzó a circular a partir de enero de 2015 en la revista Saikyō Jump.
Varios autores han creado sus propios spin-offs basados en One Piece:
| Título                                                                                | Recorrido                                         | Creador                  | Editora            | Volúmenes | Capítulos                | Referencias     |
| ------------------------------------------------------------------------------------- | ------------------------------------------------- | ------------------------ | ------------------ | --------- | ------------------------ | --------------- |
| One Piece Party (ワンピースパーティー )                                               | 6 de diciembre de 2014 – 2 de febrero de 2021     | Ei Andō                  | Saikyo Jump        | 7         | 34                       | [ 115 ] [ 119 ] |
| Chin Piece (チンピース)                                                               | 1 de junio de 2018 – 2 de abril de 2020           | Yoshikazu Amami          | Saikyo Jump        | 2         | 12                       | [ 120 ] [ 121 ] |
| One Piece in Love (恋するワンピース)                                                  | 18 de junio de 2018 – presente                    | Daiki Ihara              | Shounen Jump+      | 8         | 140                      | [ 122 ] [ 123 ] |
| One Piece: Kobiyama Who Looks Like Koby (ONE PIECE コビー似の小日山)                  | 18 de junio de 2018 – 1 de julio de 2019          | Nakamaru                 | Shounen Jump+      | 3         | 47                       | [ 124 ] [ 125 ] |
| Shokugeki no Sanji (ジャンプコミックス)                                               | 23 de julio de 2018 – 25 de julio de 2022         | Yūto Tsukuda, Shun Saeki | Weekly Shonen Jump | 1         | 7                        | [ 126 ] [ 127 ] |
| Fischer's x One Piece - Nanatsu Nagi no Daihihou (Fischer's×ONE PIECE7つなぎの大秘宝) | 3 de agosto de 2018 – presente                    | Semimaro Aburakouji      | Saikyo Jump        | 3         | 16                       | [ 128 ] [ 129 ] |
| One Piece School (ONE PIECE学園 1)                                                    | 2 de agosto de 2019-presente                      | Sōhei Kōji               | Saikyo Jump        | 4         | 23                       | [ 130 ] [ 131 ] |
| One Piece episode A (ワンピース エピソード A 1)                                       | 16 de septiembre de 2020 – 2 de diciembre de 2021 | Ryo Ishiyama, Boichi     | One Piece Magazine | 2         | 4, 2 One-shots de Boichi | [ 132 ] [ 133 ] |

### Anime

#### One Piece: ¡Te derrotaré! Pirata Ganzack
One Piece: ¡Te derrotaré! Pirata Ganzack (ワンピース 倒せ! 海賊ギャンザック Wan Pīsu: Taose! Kaizoku Gyanzakku?) es un OVA producido por Production I.G para el Jump Super Anime Tour de 1998, bajo la dirección de Gorō Taniguchi, estrenado el 26 de julio de 1998. Dura 29 minutos y los personajes fueron diseñados por Hisashi Kagawa. La historia relata un acontecimiento ajeno a la historia del manga, donde Luffy, Zoro y Nami terminan en una isla dominada bajo la tiranía del pirata Ganzack, a quien deben enfrentarse.

#### Serie de anime de 1999
La adaptación en formato anime más popular comenzó a emitirse el 20 de octubre de 1999 en el canal de la televisión japonesa Fuji Television, a cargo de la compañía Toei Animation, contando en la actualidad con 1122 episodios y exportándose también a varios otros países del mundo. Además de adaptar el manga, el anime incluye algunos episodios o Arcos argumentales de relleno, y varios episodios especiales.
Dos episodios tipo crossover con una adaptación conjunta con Toriko también se han emitido. El primero de ellos, que resultó también en el primer episodio de Toriko, se emitió el 3 de abril de 2011. El segundo episodio, en el que también apareció el elenco de Dragon Ball Z, se transmitió el 7 de abril de 2013.

##### Películas
Además de la serie de 1999, Toei Animation también ha producido un total de quince películas de la franquicia. La mayoría de ellas cuentan historias originales basadas en la obra de Eiichiro Oda, mientras que la 8.ª y la 9.ª son adaptaciones de arcos narrativos específicos del manga. En algunas de ellas el autor del manga ha participado durante el proceso de creación de personajes y la confección de la trama, llegando a escribir en una de ellas el guion de la película: One Piece Film: Strong World.

##### One Piece Log: Fish-Man Island Saga
One Piece Log: Fish-Man Island Saga (Registro de One Piece: Saga de la Isla de los Hombres-Pez) es una versión remasterizada y condensada de 21 episodios del arco argumental "Isla de los Hombres-Pez" perteneciente a la decimoquinta temporada del anime producido por Toei Animation, cuyos episodios siendo emitidos desde noviembre de 2024 hasta marzo de 2025 en lugar de la transmisión regular de la serie de anime principal, después de que esta entrara en pausa durante su vigesimoprimera temporada durante dicho período.

#### Próxima serie de anime
En diciembre de 2023 se anunció una nueva adaptación en anime por parte de Wit Studio como estudio de animación, la cual llevaría por título The One Piece y adaptaría la Saga del East Blue, prevista para estrenarse en la plataforma de streaming Netflix. La serie está dirigida por Masashi Koizuka, con Hideaki Abe como asistente de dirección y Kyoji Asano y Takatoshi Honda como diseñadores de personajes y directores de animación en jefe. Yasuhiro Kajino estará a cargo del diseño de imágenes y criaturas, y Eri Taguchi estará a cargo del diseño de utilería. Taku Kishimoto estará a cargo de los guiones de la serie, y Ken Imaizumi y Shuhei Fukuda serán los animadores de acción. Tomonori Kuroda será el director artístico y Ryōma Kawamura será el productor de animación.

### Serie de imagen real
El manga ha recibido una adaptación a imagen real a cargo de Tomorrow Studios, estrenándose en la plataforma de streaming Netflix el 31 de agosto de 2023. Eiichiro Oda trabajó como productor ejecutivo junto al director ejecutivo de Tomorrow Studios Adelstein y Becky Clements. La primera temporada adaptó la Saga del East Blue, mientras que la segunda temporada se encuentra actualmente en desarrollo.

### Novelas ligeras
Se han publicado más de una veintena de novelas ligeras a cargo de Shueisha basadas en el universo de One Piece. Muchas de ellas recopilan historias de la serie de televisión y películas de Toei Animation. No obstante, también se han publicado múltiples novelas por parte de varios autores narrando aventuras adicionales de algunos de los personajes principales o secundarios que aparecen en el manga.

## Merchandising

### Artbooks y guías
En formato impreso se encuentran varios artbooks, los cuales incluyen las portadas a color del manga, entre otras imágenes y diseños a color dibujados por Eiichiro Oda:
| Título                               | Lanzamiento              | Referencias |
| ------------------------------------ | ------------------------ | ----------- |
| One Piece Color Walk 1               | 19 de julio de 2001      | [ 214 ]     |
| One Piece Color Walk 2               | 4 de noviembre de 2003   | [ 215 ]     |
| One Piece Color Walk 3 Lion          | 5 de enero de 2006       | [ 216 ]     |
| One Piece Color Walk 4 Eagle         | 4 de marzo de 2010       | [ 217 ]     |
| One Piece Color Walk 5 Shark         | 3 de diciembre de 2010   | [ 218 ]     |
| One Piece Color Walk 6 Gorilla       | 4 de enero de 2014       | [ 219 ]     |
| One Piece Color Walk 7 Tyrannosaurus | 4 de julio de 2016       | [ 220 ]     |
| One Piece Color Walk 8 Wolf          | 2 de marzo de 2018       | [ 221 ]     |
| One Piece Color Walk 9 Tiger         | 16 de septiembre de 2020 | [ 222 ]     |
| One Piece Color Walk 10 Dragon       | 4 de abril de 2023       | [ 223 ]     |

También se han lanzado libros de datos del manga con guías de los personajes, la historia de la serie, lugares, y otros elementos:
| Título                                   | Lanzamiento            | Referencias     |
| ---------------------------------------- | ---------------------- | --------------- |
| One Piece Red: Grand Characters          | 5 de enero de 2002     | [ 224 ]         |
| One Piece Blue: Grand Data File          | 2 de agosto de 2002    | [ 225 ]         |
| One Piece Yellow: Grand Elements         | 2 de abril de 2007     | [ 226 ]         |
| One Piece Green: Secret Pieces           | 4 de noviembre de 2010 | [ 227 ]         |
| One Piece Blue Deep: Characters World    | 2 de marzo de 2012     | [ 228 ]         |
| Vivre Card - One Piece Visual Dictionary | 4 de marzo de 2019     | [ 229 ] [ 230 ] |

- En el caso de Vivre Card - One Piece Visual Dictionary, siendo varios archivadores con tarjetas de información sobre los personajes, las cuales son lanzadas cada cierto tiempo en diferentes paquetes de cartas.[231]

Varios volúmenes titulados One Piece Doors! recopilan las portadas de los capítulos del manga:
| Título             | Lanzamiento          | Referencias |
| ------------------ | -------------------- | ----------- |
| One Piece Doors! 1 | 4 de junio de 2018   | [ 232 ]     |
| One Piece Doors! 2 | 4 de julio de 2018   | [ 233 ]     |
| One Piece Doors! 3 | 4 de octubre de 2019 | [ 234 ]     |

También en colaboración con la revista de información de viajes Rurubu (るるぶ?) el 4 de marzo de 2021 se publicó la guía Rurubu One Piece (るるぶONE PIECE?), la cual muestra las referencias geográficas o culturales del mundo real en las que se basan varios de los lugares en la serie.

### One Piece Magazine
One Piece Magazine es una publicación de mook irregular que se centra en One Piece, que incluye información "detrás de escena" que no es mencionada en la historia del manga (como nombres y datos de personajes o Frutas del Diablo), historias adicionales de varios autores centradas en diferentes personajes, y en el caso de las doce primeras revistas incluyendo un póster del cartel de recompensa de algún personaje.
Los primeros tres volúmenes se produjeron para celebrar el vigésimo aniversario del manga en 2017, un año después la publicación comenzando a producirse indefinidamente con las siguientes revistas lanzándose con intervalos de varios meses:
| Título                    | Lanzamiento             | Referencias |
| ------------------------- | ----------------------- | ----------- |
| One Piece Magazine Vol. 1 | 7 de julio de 2017      | [ 236 ]     |
| One Piece Magazine Vol. 2 | 4 de agosto de 2017     | [ 237 ]     |
| One Piece Magazine Vol. 3 | 1 de septiembre de 2017 | [ 238 ]     |
| One Piece Magazine Vol. 4 | 19 de octubre de 2018   | [ 239 ]     |
| One Piece Magazine Vol. 5 | 25 de enero de 2019     | [ 240 ]     |
| One Piece Magazine Vol. 6 | 17 de junio de 2019     | [ 241 ]     |
| One Piece Magazine Vol. 7 | 9 de agosto de 2019     | [ 242 ]     |
| One Piece Magazine Vol. 8 | 13 de diciembre de 2019 | [ 243 ]     |
| One Piece Magazine Vol. 9 | 24 de abril de 2020     | [ 244 ]     |

| Título                     | Lanzamiento              | Referencias |
| -------------------------- | ------------------------ | ----------- |
| One Piece Magazine Vol. 10 | 16 de septiembre de 2020 | [ 245 ]     |
| One Piece Magazine Vol. 11 | 4 de febrero de 2021     | [ 246 ]     |
| One Piece Magazine Vol. 12 | 2 de septiembre de 2021  | [ 247 ]     |
| One Piece Magazine Vol. 13 | 2 de diciembre de 2021   | [ 248 ]     |
| One Piece Magazine Vol. 14 | 5 de abril de 2022       | [ 249 ]     |
| One Piece Magazine Vol. 15 | 8 de agosto de 2022      | [ 250 ]     |
| One Piece Magazine Vol. 16 | 2 de marzo de 2023       | [ 251 ]     |
| One Piece Magazine Vol. 17 | 4 de septiembre de 2023  | [ 252 ]     |
| One Piece Magazine Vol. 18 | 4 de junio de 2024       | [ 253 ]     |

### Otros libros
Un libro de cocina titulado El menú completo de Sanji (サンジの満腹ごはん Sanji no manpuku gohan?) fue publicado por Shueisha en noviembre de 2012,  el cual se le atribuye al propio Sanji e incluye varias recetas de cocina con el temática de One Piece. En España, el libro fue publicado por Planeta Cómic en julio de 2023.

### Otros medios
Un Drama CD centrado en Nefertari Vivi fue lanzado por Avex Trax el 26 de diciembre de 2002.
En 2022 se lanzó un juego de cartas oficial realizado por Bandai con el nombre de "One Piece TCG".
Aparte del sitio web oficial de One Piece, donde se publican las noticias y novedades de la franquicia, los perfiles oficiales de la franquicia de X y YouTube promocionan los productos y novedades. La tienda en internet Mugiwara Store Online, llevada por la distribuidora del anime Toei Animation, cuenta con la venta de merchandising oficial de la franquicia.

## One Piece Day
Cada 22 de julio se celebra el "Día de One Piece", siendo la fecha en el que se publicó por primera vez el manga (22 de julio de 1997) en la revista Weekly Shonen Jump.

## Establecimientos de la franquicia

### Baratie Restaurant Odaiba
El Baratie Restaurant fue un restaurante temático de One Piece en el séptimo piso del edificio de Fuji TV, emisora oficial del anime en Japón, en el jardín de la azotea, situado en la isla artificial de Odaiba, en Tokio. El restaurante se modeló a partir de un diseño inspirado en el restaurante flotante en el que los protagonistas se encuentran con Sanji por primera vez, donde este trabajaba como sous chef. Se inauguró el 28 de junio de 2013, y se cerró permanentemente el 30 de septiembre de 2016.

### Tokyo One Piece Tower
Tokyo One Piece Tower fue un parque temático cubierto ubicado dentro de la Torre de Tokio, que incluía varias atracciones, tiendas y restaurantes, siendo abierto el 13 de marzo de 2015. En 2016, ocupó el séptimo lugar en la selección de los 10 mejores parques de atracciones de la región de Japón según la elección de los viajeros de TripAdvisor. El parque cerró permanentemente el 31 de julio de 2020 debido al impacto de la pandemia de COVID-19 en su gestión.

### Mugiwara Store

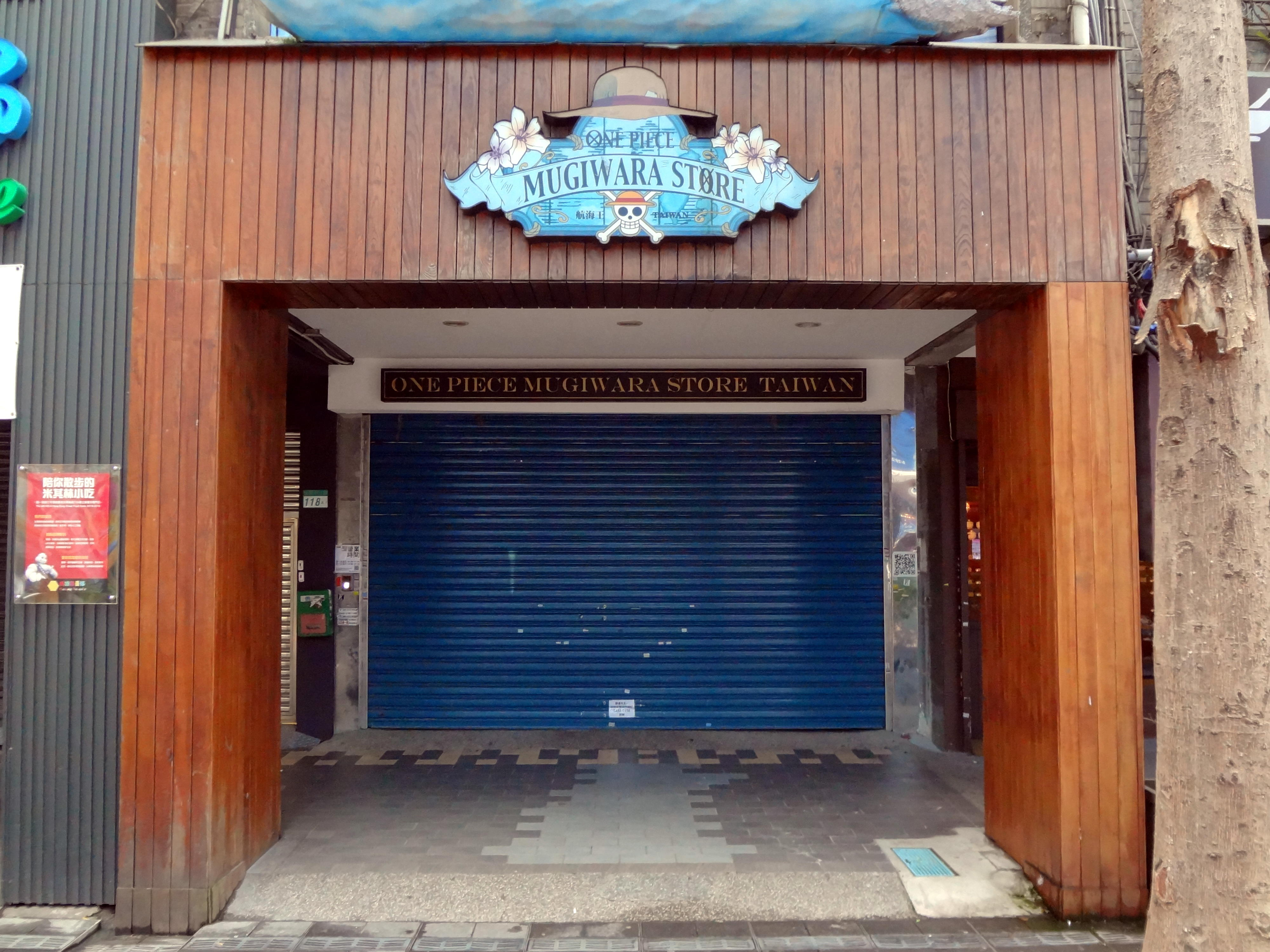
Exterior de la Mugiwara Store ubicada en el distrito de Ximending en Taipéi, Taiwán.

Mugiwara Store ("One Piece - Mugiwara Store" como nombre completo) es una cadena de tiendas enfocadas en la venta de productos de la franquicia.

### BragMen - ONE PIECE×FITNESS
BragMen (oficialmente "BragMen - ONE PIECE×FITNESS" como nombre completo) es un gimnasio temático de One Piece que se inauguró en el barrio de Shibuya de Tokio a principios de 2023. Lleva el nombre de un libro propiedad de Nami en el que aprendió sobre Little Garden.
El gimnasio tendrá las siguientes características:
- Entrenadores vestidos de Marines.
- Rangos piratas basados en la masa muscular y el porcentaje de grasa corporal que los miembros pueden ganar.
- Puntos para sorteos de temática pirata que los miembros pueden obtener.
- Clases especiales para niños de edad elemental.

## Recepción
One Piece es actualmente el manga más vendido en la historia de la Weekly Shōnen Jump y del mundo del manga en general. El manga es lo más vendido de la Weekly Shōnen Jump en once años. El Tomo 27 de One Piece tiene un historial de ventas en Japón de 2,63 millones de unidades vendidas en su primera impresión, hasta el volumen 46 la serie había vendido más de 140 millones de copias, y era el segundo manga más vendido en Japón de todos los tiempos. One Piece fue el manga más vendido del 2007, también en el año 2008 fue el más vendido, con más de 5.956.540 copias. Hasta mediados de 2009 el tomo 53 de One Piece había vendido más de 1.801.877 copias, por lo tanto fue el tomo más vendido del año.
One Piece ha logrado convertirse en el manga más vendido de la historia con más de 516 millones de copias,y sus tomos han logrado monopolizar los primeros cinco puestos de la lista de tomos más vendidos del 2010, vendiendo más de dos millones de copias cada uno. El tomo 60 batió el récord, con 3 400 000 de copias en su primera edición y superando al anterior tomo 59. En noviembre de 2010, One Piece superó los 200 millones de copias vendidas, convirtiéndose en el primer manga que rompe ese récord en la historia de Japón. En 2010 obtuvo el Gran Premio de "Licencias del Año 2010" dada por Creative Market Tokio 2010.
En el año 2011, One Piece fue el manga más vendido por cuarto año consecutivo, vendiendo 37.996.373 millones de copias y ocupando los primeros 4 puestos. El volumen 64 vendió 2.652.700 de copias, ocupando el 4.º lugar. El volumen 63 vendió 3.073.175 de copias, ocupando el 3.er lugar. El volumen 62 vendió 3,207,568 de copias, ocupando el 2.º lugar. Y por último, el volumen 61, vendió 3.382.588 de copias, ocupando el 1.er lugar, más el resto de las ventas imparciales de los tomos que One Piece vendió en el año, suma un total de 37.996.373. En el año 2012, One Piece fue el manga más vendido por quinto año consecutivo, vendiendo 23.464.866 millones de copias, ocupando los primeros 4 lugares. El volumen 68 vendió 2.390.625 de copias, ocupando el 4.º lugar. El volumen 67 vendió 3.044.901 de copias, ocupando el 3.er lugar. El volumen 66 vendió 3.320.744 de copias, ocupando el 2.º lugar. Y por último el volumen 65 vendió 3.336.992 de copias, ocupando el 1.er lugar, más el resto de las ventas imparciales de los tomos que One Piece vendió en el año, suma un total de 23.464.866 copias. En un programa del Canal NHK se comentó que One Piece es considerado un fenómeno social en Japón, reflejo que el 90% de los lectores son adultos.